# 빅 빌 브룬지
빅 빌 브룬지(Big Bill Broonzy, 1893년 6월 26일 ~ 1958년 9월 14일)은 미국의 블루스 기타리스트이자 싱어송라이터이다. 그의 경력은 1920년대에 시작되었는데, 그 때 그는 대부분 아프리카계 미국인 관객들에게 컨트리 블루스를 연주했다. 1930년대와 1940년대에 그는 노동계급 아프리카계 미국인 청중들에게 인기 있는 좀 더 도시적인 블루스 음악으로의 스타일 전환을 성공적으로 수행했다. 1950년대에 그의 전통적인 포크 블루스 뿌리로의 복귀는 그를 떠오르는 미국의 민속 음악 부흥과 국제적인 스타 중 한 명으로 만들었다. 그의 길고 다양한 경력은 그를 20세기 블루스 음악의 발전에 있어 핵심인물 중 하나로 지목한다.
브룬지는 그의 일생 동안 전통적인 포크 송과 독창적인 블루스 노래를 포함해 300곡 이상의 노래를 저작권을 가지고 있었다. 블루스 작곡가로서, 그는 그의 농촌에서 도시로의 경험을 반영하는 노래를 작곡하는데 독특했다.